# Jaromir Knittl
Jaromir Knittel, de son vrai nom Jaromir Knittl, metteur en scène français né en Tchécoslovaquie (1946), auteur et professeur d’art dramatique, a été aussi directeur de théâtre, et créateur du Théâtre Paris-Nord.

## Biographie
Jaromir Knittl est né à Prague le 8 juin 1946. Il entre à l’Académie des Arts de cette ville dans la classe de mise en scène et devient l’assistant des metteurs en scène Otokar Krejca, Alfred Radok et Jaroslav Dudek (cs). Contraint de fuir son pays en 1968, il choisit la France comme pays d’adoption et poursuit ses études au Conservatoire national supérieur d’art dramatique de Paris (élève et assistant d’Antoine Vitez) et à l’Institut des études théâtrales La Sorbonne dont il sort diplômé d’une maîtrise spécialisée en enseignement théâtral. Il est enseignants de théâtre, créateur et directeur du Théâtre Paris-Nord (aujourd’hui l’Étoile du Nord Paris 18e) et metteur en scène.
Dans les années 1980, il enseigne au Conservatoire d’Annecy, puis au Cours Florent à Paris et dirige parallèlement sa compagnie de théâtre. Il est nommé directeur au Centre des Spectacles à Villefranche-sur-Saône puis dirige l’espace culturel Capellia à La Chapelle-sur-Erdre. Il est aussi le créateur du Festival des Écoles Théâtrale d’Europe.
À partir de 1993, il poursuit son activité de metteur en scène à Lyon au sein de sa compagnie de théâtre. Il fonde Eurofilm Festival, festival européen du premier film, à Saint-Étienne (France), Tirana (Albanie) et Luhacovice, en République tchèque.
Après avoir dirigé le Théâtre français de Prague de 2000 à 2003, il revient en France, s’installe en Alsace et se consacre presque entièrement à l’enseignement d'art dramatique. Il constitue sa propre école de formation (danse, théâtre, chant). Après trois participations au Festival Off d’Avignon, il installe sa compagnie dans le sud-est de la France, d’abord à Aix-en-Provence puis dans le Var. Il est depuis 2015 directeur artistique de sa compagnie Théâtr'azur où il poursuit une activité de metteur en scène et de pédagogue à Cannes.  

## Pièces de théâtre
Metteur en scène :
- 1970 : « Le Labyrinthe ou l'Etrange après-midi du Docteur Zvonek Burke » à Villejuif au Théâtre municipal Romain-Rolland au cours de la 4e Rencontre du Jeune Théâtre, Rencontre Charles Dullin
- 1971 : « Cantique des Cantiques » à Nancy Salle Victor-Poirel au cours du 8e Festival Mondial du Théâtre[3]
- 1972 : « La chatte sur les rails » à Paris au Théâtre le Palace[3]
- 1972 : « Mesure pour mesure » à Paris à l'Hôtel de Saint-Aignan au cours du Festival du Marais[3]
- 1974 : « Entre chien et loup », pièce écrite en 1927 par Isaac Babel[4],[5].
- 1976 : « Antoine et Cléopâtre » de William Shakespeare, au Théâtre Paris Nord[6].
- 1975 : « Marc Antoine à Paris » au Théâtre Paris-Nord[3]
- 1978 :  « Les Canuts » à Tourcoing au Théâtre Municipal[3]
- 1978 : « La Princesse de Clèves » à Paris au Théâtre Paris-Nord[3]
- 1979 : « Mayerling ou la Fin d'une époque » à Le Vésinet[3]
- 1984 : « Amooooor » au Théâtre Municipal[3]
- 1981 : « La Sonate à Kreutzer » d'après une adaptation du roman de Léon Tolstoï.
- 1984 : « Mon oncle Benjamin » à Villefranche sur Saône au Théâtre Municipal[3]
- 1985 : « La servante maîtresse » à Villefranche sur Saône au Théâtre Municipal[3]
- 1988 : « Ne plus mourir tout entier » à La Chapelle-sur-Erdre au Espace Culturel Capellia[3]
- 1988 : « Le retable de Don Pedro » à La Chapelle-sur-Erdre : Espace Culturel Capellia[3]
- 1993 : « Les deux procès de Gilles de Rais »[7]
- 1993 : « La dernière nuit de Didier Decoin »[8]
- 2008 : « Le Verfugbar aux Enfers » au festival d'Avignon, opérette écrite clandestinement au camp de concentration de Ravensbrück par une résistante française[9].
- 2013 : Création et mise en scène de « Pour ne jamais oublier ou le Cabaret Brundibár de Terezín » au Théâtre Espace 4 de Lyon[10]

## Récompenses
- 1972 : Premier prix des Rencontres des jeunes compagnies de Malakoff.
- 1981 : Prix Charles Dullin pour la mise en scène de « La Sonate à Kreutzer ».
- 2003 : Prix Label du programme Socrate de l'Union Européenne et du Ministère de l'Éducation tchèque, pour la mise en place dl'enseignement du français langue étrangère au moyen de la formation théâtrale.
- 2007 : Prix du meilleur spectacle pour «Le bal des Jalupates» d’après la comédie musicale «Cats».
- 2009 : Grand Prix franco-tchèque pour «Il se passe quelque chose à Monopolis» d'après Starmania (2009) au Festival Festivadlo de Brno (République tchèque).